# أبوكاليبس

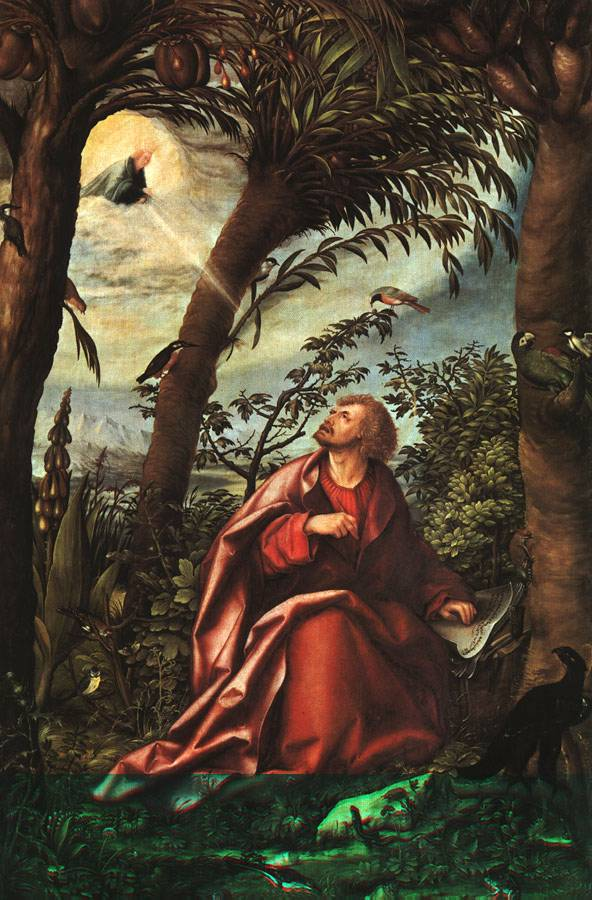
يوحنا البطمسي يتلقى رؤية كشفية

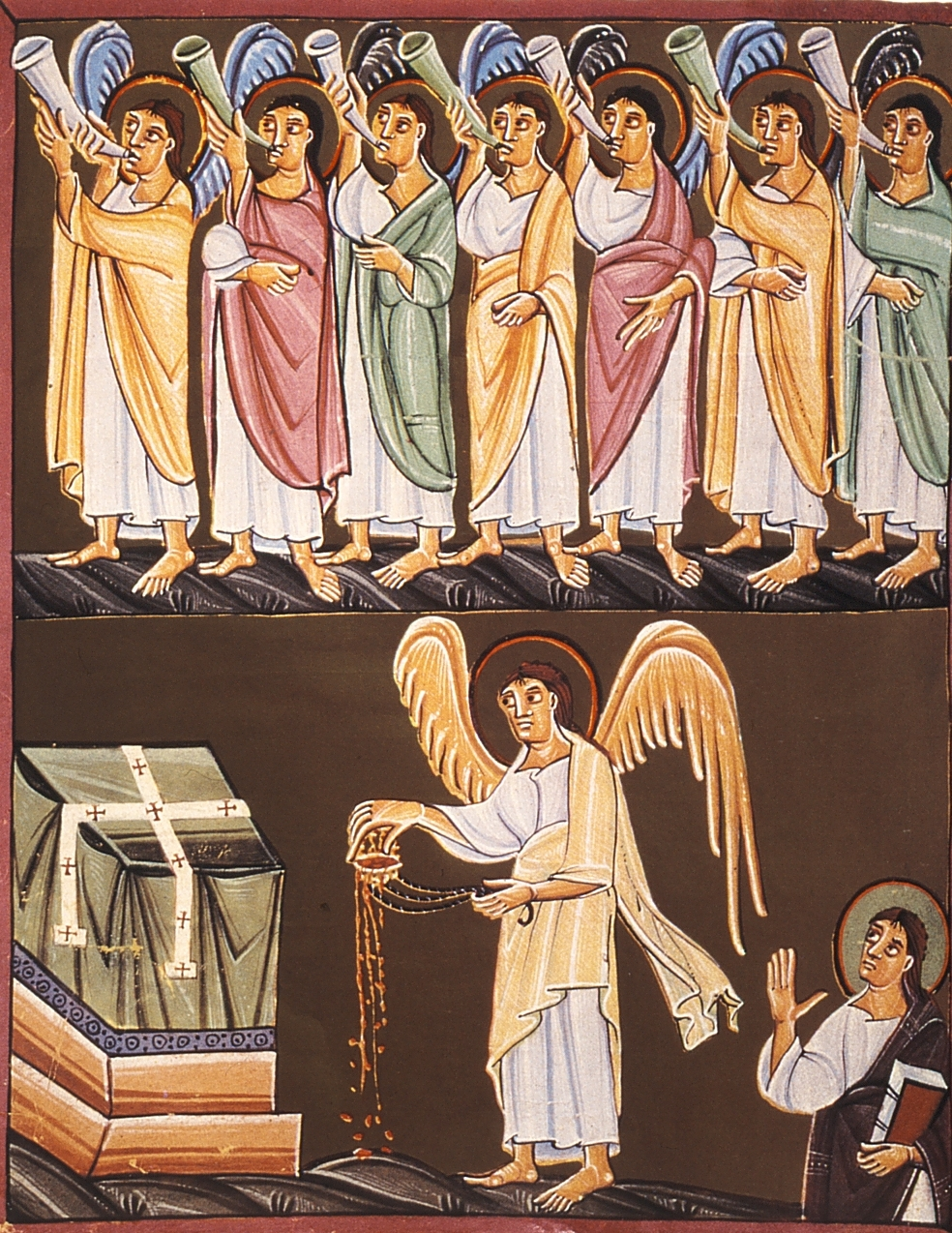
سبعة أبواق

أبوكاليبس (يونانية Ἀποκάλυψις : رفع الغطاء) هي عبارة تدل على إعطاء أشخاص مختارين أشياء خفية لمعظم البشر؛ المصطلح الدارج لها عند العرب هو «كشف الحجاب». تدل الكلمة اليوم عادة على نهاية العالم وهي اختصار عبارة تعني كشف نهاية العصر.